# Schizomus ghesquierei
Espèce
Synonymes
- Trithyreus ghesquierei Giltay, 1935

Schizomus ghesquierei est une espèce de schizomides de la famille des Hubbardiidae.

## Distribution
Cette espèce est endémique d'Équateur au Congo-Kinshasa,. Elle se rencontre vers Eala.

## Publication originale
- Giltay, 1935 : Notes arachnologiques africaines. VII. Description d'un pédipalpe nouveau du Congo Belge (Trithyreus ghesquierei, n. sp.). Éditions de l'Institut Royal des Sciences Naturelles, vol. 11, no 32, p. 1-8.